# LMSクラブ蒸気機関車
LMS クラブ蒸気機関車（LMS クラブじょうききかんしゃ）は、イギリスのロンドン・ミッドランド・アンド・スコティッシュ鉄道（LMS）が導入した蒸気機関車の1形式である。ジョージ・ヒューズが設計した車輪配置 2-6-0（1C）の客貨両用機で、1926年から1931年までに245両が製造された。英語では設計者の名を取ってHughes Crabと称される。

## 概要
本形式は、LMSでは「ホーウィック・モーガル」という呼び名が一般的だったが、鉄道ファンによってクラブ（カニ）と呼ばれていた。これは外側のシリンダーとバルブの動きのカニのはさみに似ていることからだと一部の著述家は主張している。一部の地域では、ボイラーがいっぱいになったときや給水が汚染されたときに簡単にプライミングする傾向から、「泡立て器」というあだ名も付けられた。

## 保存
トップナンバーの13000号機が国立鉄道博物館で保存されているほか、ほかに2両が現存する。